# Port Essington

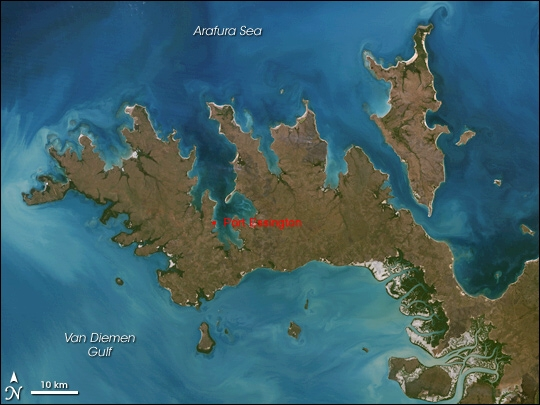
Lage von Port Essington auf der Cobourg-Halbinsel

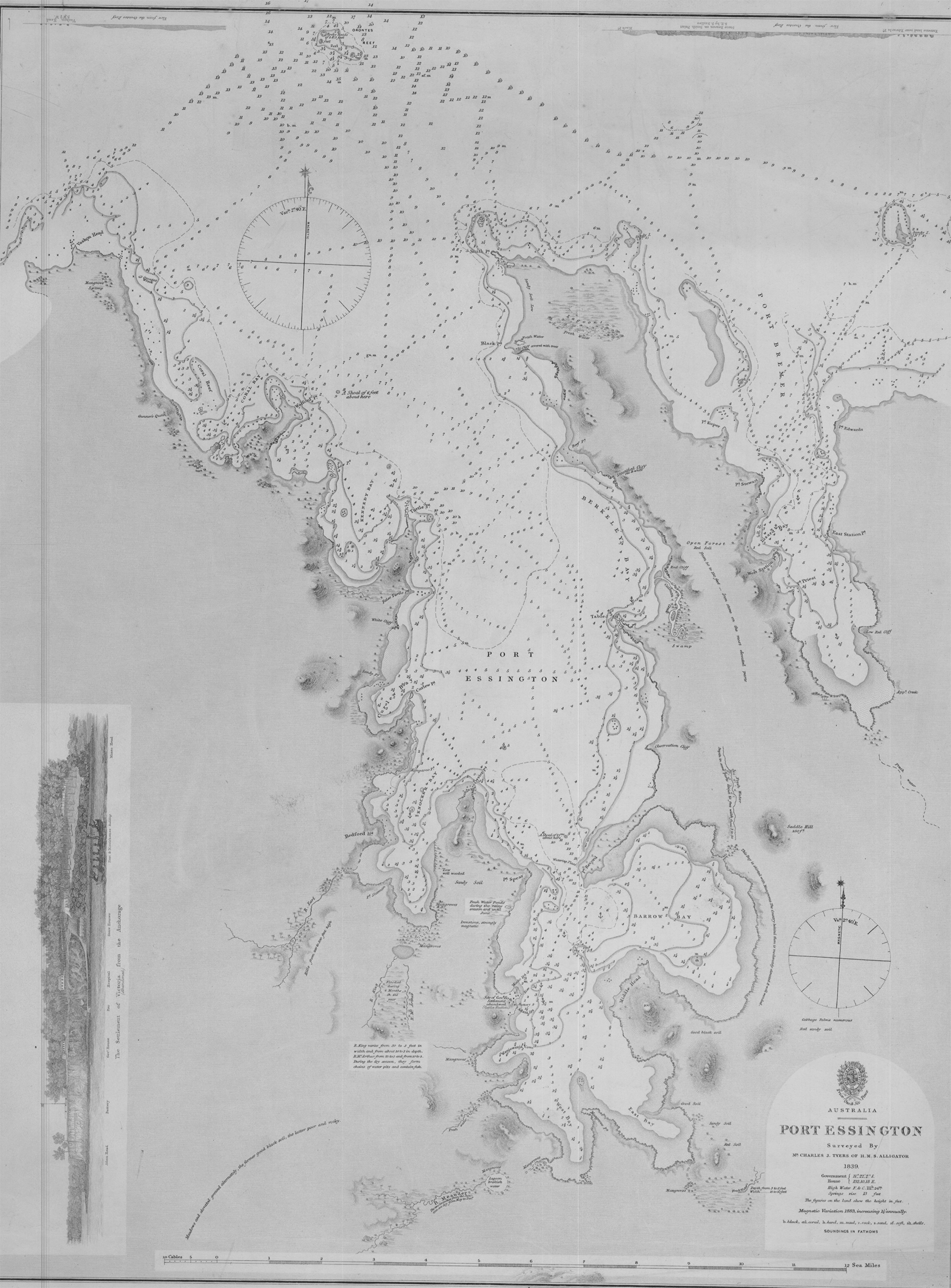
Port Essington auf einer Seekarte von 1839

Port Essington, auch Victoria oder New Victoria, war eine 1838 von den Briten auf der Cobourg-Halbinsel an der Nordküste Australiens gegründete Siedlung. Das Gebiet gehört heute zum Garig-Gunak-Barlu-Nationalpark.

## Geschichte

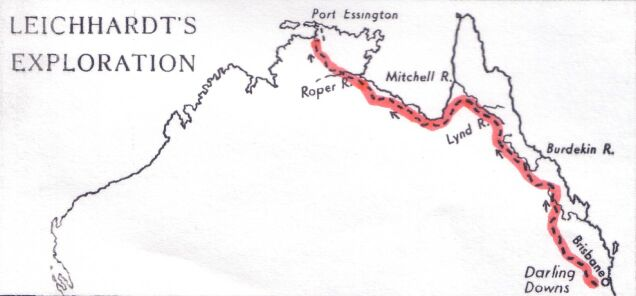
Ludwig Leichhardts Reise nach Port Essington (1845)

Schon vor der Gründung Port Essingtons hatte es in den 1820ern von Seiten des Britischen Empires Versuche gegeben, im Gebiet des heutigen Northern Territory einige Stützpunkte zu errichten, um mit den Bewohnern der indonesischen Inselwelt Handel treiben zu können und andere Kolonialmächte davon abzuhalten, ebenfalls Ansprüche auf den australischen Kontinent zu erheben. Hauptsächlich der zweite Grund war es, der die Regierung in London zur Entsendung zweier Schiffe mit einer Kompanie Marinesoldaten unter dem Kommando von Sir James J. Gordon Bremer bewog.
Für die Gründung der Siedlungen hatte man sieben vorgefertigte Holzhäuser mitgebracht, die jedoch erst nach der beschwerlichen Rodung des Geländes errichtet werden konnten; selbst dann war der Bau der Häuser aufgrund des steinigen Bodens jedoch nur auf Holzpfählen möglich. Daneben bauten die Soldaten noch einen Verteidigungswall sowie eine Mole.
Bereits einen Monat später mussten die Siedler ein Schiff zur niederländischen Besitzung auf der Insel Kisar entsenden, um sich dort mit Nahrungsmitteln zu versorgen. Am 1. Februar 1839 fuhr ein Schiff zur nächstgelegenen europäischen Siedlung, dem portugiesischen Dili auf Timor, und brachte von dort Wasserbüffel, Timor-Ponys und einige englische Zeitungen nach Port Essington. Zwei Wochen später besuchte Bremer die portugiesische Kolonie und versicherte sich vom dortigen Gouverneur Frederico Leão Cabreira weitere Hilfe für die neue Siedlung aufgrund des alten Bündnisses zwischen den beiden Kolonialmächten. Für die Portugiesen bedeutete dies eine zusätzliche Unterstützung gegen den Expansionsdruck durch die Niederländer in dieser Region.
Im November 1839 wurde ein Großteil der Siedlung bereits wieder durch einen Wirbelsturm zerstört. Dabei sank auch die zu dieser Zeit im Hafen liegende HMS Pelorus, deren Besatzung somit das kommende Jahr in Port Essington verbringen musste. Unter ihnen gab es auch einige Ziegelbrenner, die die Errichtung neuer Gebäude auf Ziegel- oder Steinfundamenten ermöglichten. So konnten bis 1842 ein Lagerhaus, mehrere Öfen und eine Schmiede gebaut werden. Ein großes Problem für die Siedler waren die Termiten, die die letzten beiden Gebäude zerstörten, die der Wirbelsturm verschont hatte.
Ende 1844 traf eine Gruppe von Zimmerleuten und Steinmetzen in der Siedlung ein. Sie errichteten im Hafen einen Leuchtturm, weitere Unterkünfte für die Soldaten und ihre Familien und eine zweite Schmiede. Trotz dieser Erweiterungen befand sich Port Essington aber bereits im Niedergang. Landwirtschaft und Viehzucht waren aufgrund des ungewohnten Klimas und der für die Nutztiere ungünstigen Bedingungen nicht ertragreich; auch setzte die Malaria den Siedlern schwer zu. Bis zur Auflösung der Militärbasis 1849 starben 60 der 200 Siedler. Trotz der ausgesprochen guten Beziehungen zwischen Briten und Aborigines, mit denen reger Tauschhandel betrieben wurde, musste Port Essington nach einer schweren Malariaepidemie im Jahre 1849 aufgrund der mangelnden Unterstützung durch das Mutterland aufgegeben werden. Die Gegend um den Hafen wurde seitdem nicht mehr besiedelt, die Ruinen der Ansiedlung sind immer noch vorhanden.
Am 17. Dezember 1845 erreichte Ludwig Leichhardt Port Essington erstmals auf dem Landweg von Brisbane aus.

## Bilder

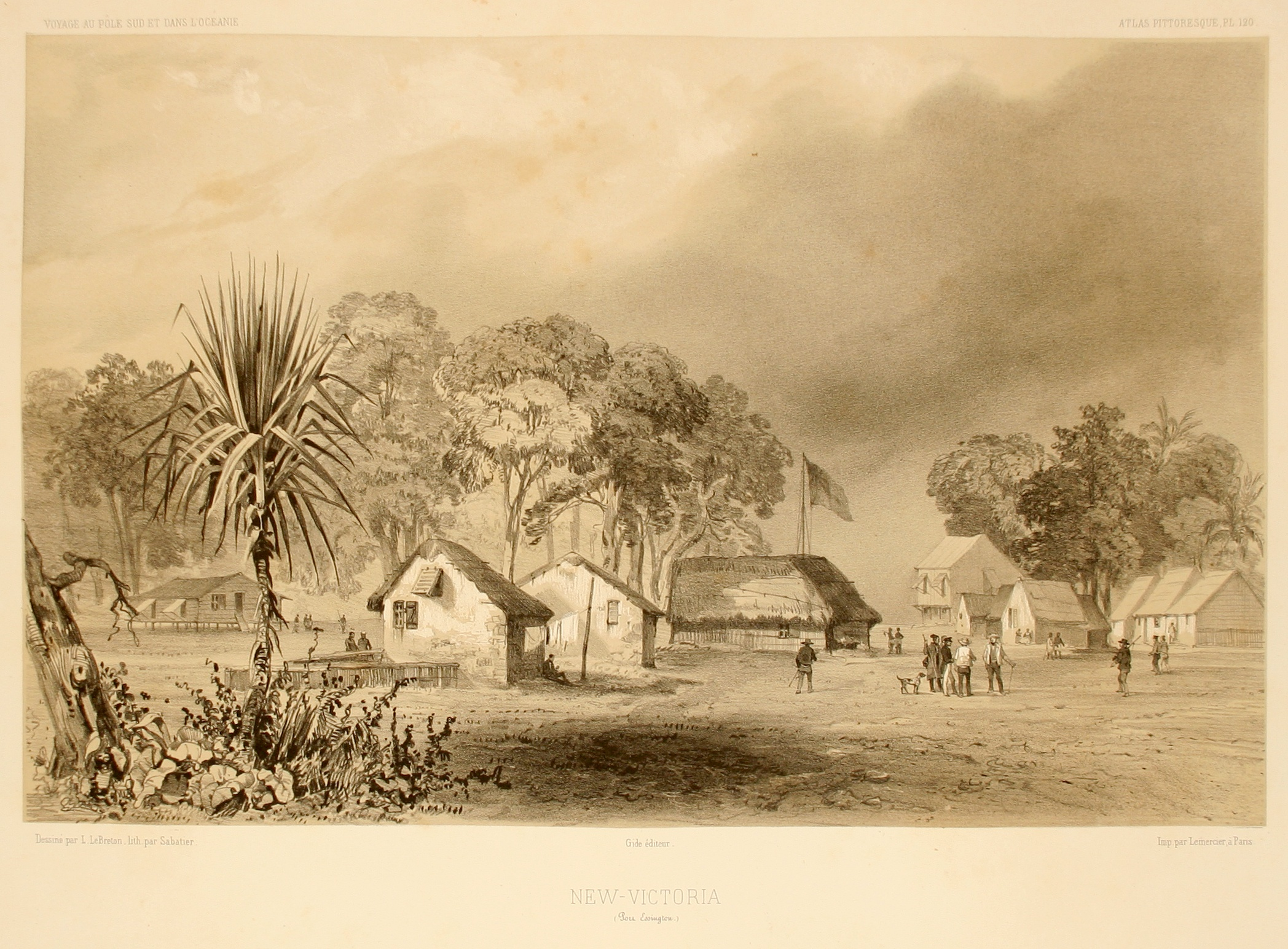
New Victoria (Port Essington) 1839
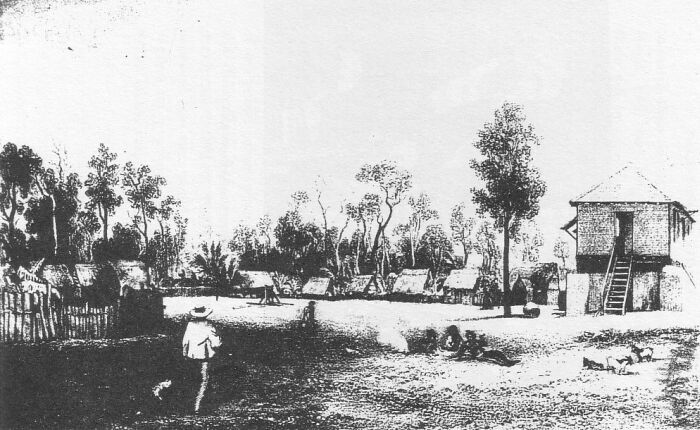
Port Essington 1845